# Malinowka (Kaliningrad, Gwardeisk)
Malinowka (russisch Малиновка, deutsch Biothen und Podewitten) ist ein Ort in der russischen Oblast Kaliningrad. Er gehört zur kommunalen Selbstverwaltungseinheit Stadtkreis Gwardeisk im Rajon Gwardeisk.

## Geographische Lage
Malinowka liegt 13 Kilometer nordwestlich der Stadt Gwardeisk (Tapiau). Durch den Ort verläuft die Kommunalstraße 27K-399, die bei Cholmy (Adlig Popelpken) von der Föderalstraße A229 abzweigt. Im Ort zweigt die Kommunalstraße 27K-221 in das benachbarte Jablonowka (Bartenhof) ab.
Bis 1945 war der damals Podewitten genannte Ortsteil Bahnstation an der Bahnstrecke Tapiau–Possindern (– Königsberg) (Gwardeisk–Roschtschino (– Kaliningrad)) der Wehlau–Friedländer Kreisbahnen, die aber nicht mehr betrieben wird.

## Geschichte

### Biothen
Das Dorf Biothen wurde im Jahre 1405 erstmals erwähnt. Im Jahre 1874 wurde das adlige Vorwerk mit mehreren Gehöften in den neu gebildeten Amtsbezirk Kremitten (heute russisch: Losowoje) eingegliedert, der bis 1945 zum Kreis Wehlau im Regierungsbezirk Königsberg in der preußischen Provinz Ostpreußen gehörte. 86 Einwohner zählte Biothen im Jahre 1910.
Am 30. September 1928 vergrößerte sich die Landgemeinde Biothen um die Gutsbezirke Adlig Popelken (heute russisch: Cholmy), Kuxtern (Kurgan) und Podewitten (s. u.), die eingemeindet wurden. Die Gesamteinwohnerzahl stieg entsprechend bis 1933 auf 395 und belief sich 1939 auf 382.

### Podewitten / Retschiza
Das nördlich von Biothen gelegene Gutsdorf Podewitten entstand schon in der Zeit vor der Besetzung durch den Deutschen Orden. 1875 kam der Gutsbezirk Podewitten zum neu gebildeten Amtsbezirk Pomedien (russisch nach 1945: Pruschaly, nicht mehr existent) im Kreis Wehlau. 1910 waren hier 119 Einwohner registriert. Am 30. September 1928 verlor Podewitten seine Eigenständigkeit und wurde in die Landgemeinde Biothen (s. o.) eingemeindet.
1945 kam Podewitten in Folge des Zweiten Weltkriegs zur Sowjetunion. 1947 erhielt der Ort den russischen Namen Retschiza und wurde gleichzeitig dem Dorfsowjet Golowenski selski Sowet im Rajon Gwardeisk zugeordnet. 1954 gelangte der Ort in den Borski selski Sowet.

### Malinowka
In Kriegsfolge wurde Biothen 1945 mit dem nördlichen Ostpreußen der Sowjetunion zugeordnet. 1947 erhielt der Ort den russischen Namen Malinowka und wurde gleichzeitig dem Dorfsowjet Golowenski selski Sowet im Rajon Gwardeisk zugeordnet. 1954 gelangte der Ort in den Borski selski Sowet. Vor 1975 wurde der Ort Retschiza an Malinowka angeschlossen. Von 2005 bis 2014 gehörte Malinowka zur Landgemeinde Slawinskoje selskoje posselenije und seither zum Stadtkreis Gwardeisk.

## Kirche
Die Bevölkerung Biothens und Podewittens war bis 1945 fast ausnahmslos evangelischer Konfession und in das Kirchspiel der Kirche Kremitten (russisch: Losowoje) eingepfarrt. Es gehörte zum Kirchenkreis Wehlau (Snamensk) in der Kirchenprovinz Ostpreußen der Kirche der Altpreußischen Union. Heute liegt Malinowka im Einzugsbereich der in den 1990er Jahren neu entstandenen evangelisch-lutherischen Gemeinde in Gwardeisk (Tapiau), einer Filialgemeinde der Auferstehungskirche in Kaliningrad (Königsberg) in der Propstei Kaliningrad der Evangelisch-lutherischen Kirche Europäisches Russland.